# Wasilij Baraniuk
Wasilij Nikiforowicz Baraniuk (ros. Василий Никифорович Баранюк, ur. 28 lutego 1915 we wsi Łuka-Mełeszkiwśka w rejonie winnickim, zm. 6 lutego 1990 w Moskwie) – radziecki generał major, Bohater Związku Radzieckiego (1945).

## Życiorys
Urodził się w ukraińskiej rodzinie chłopskiej. Skończył niepełną szkołę średnią, pracował jako brygadzista-mechanik w stanicy maszynowo-traktorowej, od 1936 służył w Armii Czerwonej, w 1939 ukończył szkołę wojsk pancernych w Charkowie. Walczył w wojnie z Finlandią 1939-1940 i w wojnie z Niemcami od czerwca 1941 do maja 1945, uczestniczył w walkach na Froncie Zachodnim, Briańskim i Woroneskim w obwodzie homelskim, mohylewskim, briańskim, sumskim, orłowskim i tulskim, m.in. w bitwie w rejonie Jefriemowa 20-21 listopada 1941, operacji jeleckiej i bitwie pod Kurskiem jako dowódca batalionu. W październiku 1943 został dowódcą 108 Brygady Pancernej, brał udział w walkach nad Dnieprem, zajmowaniu Białorusi i walkach na przyczółku puławskim, a w styczniu 1945 w operacji wiślańsko-odrzańskiej (w składzie 9 Korpusu pancernego 3 Armii Uderzeniowej 1 Frontu Białoruskiego), gdy jego brygada przełamała obronę przeciwnika w rejonie Tymienicy, a później walczyła na przyczółku w rejonie Kostrzyna. W kwietniu 1945 brał udział w operacji berlińskiej, gdy jego brygada wdarła się do Malchowa i później do Pankowa. W 1950 ukończył kursy doskonalenia kadry oficerskiej, a w 1955 Wyższe Kursy Akademickie przy Wojskowej Akademii Sztabu Generalnego, w 1975 w stopniu generała majora został zwolniony ze służby.

## Odznaczenia
- Złota Gwiazda Bohatera Związku Radzieckiego (31 maja 1945)
- Order Lenina (31 maja 1945)
- Order Czerwonego Sztandaru (trzykrotnie, m.in. 4 stycznia 1942)
- Order Kutuzowa II klasy (23 lipca 1944)
- Order Wojny Ojczyźnianej I klasy (dwukrotnie - 30 listopada 1942 i 6 kwietnia 1985)
- Order Czerwonej Gwiazdy
- Order „Za służbę Ojczyźnie w Siłach Zbrojnych ZSRR” III klasy
- Medal „Za Odwagę”
- Medal „Za zasługi bojowe”
- Medal „Za obronę Moskwy”
- Medal „Za zwycięstwo nad Niemcami w Wielkiej Wojnie Ojczyźnianej 1941–1945”
- Medal „Za wyzwolenie Warszawy”
- Medal „Za zdobycie Berlina”
- Medal „Weteran Sił Zbrojnych ZSRR”
- Order Zasługi dla Ojczyzny (NRD)
- Order Virtuti Militari (Polska Ludowa)
- Krzyż Walecznych (Polska Ludowa)
- Złoty Krzyż Zasługi (Polska Ludowa)
- Medal za Odrę, Nysę, Bałtyk (Polska Ludowa)